# 镇东卫
镇东卫是明代至清初的一处卫所。
洪武二十一年二月（1388年）置，治所在福建布政司福州府福清縣（今福建省福清市）东南，属福建都指挥使司管辖，领定海千户所、梅花千户所、万安千户所。清朝康熙五年（1666年）被废止。